# Rising Sun (Indiana)
Rising Sun város az USA Indiana államában. Lakosainak száma 2248 fő (2020. április 1.).

## Népesség
A település népességének változása:

| 2010 | 2 304 |
| 2020 | 2 248 |